# Trioceros tempeli
Trioceros tempeli  es una especie de lagarto iguanio de la familia de los camaleones, endémica de Tanzania.

## Distribución y hábitat
Se distribuye por el sur de las montañas Udzungwa, y en la selva de Nundu en el distrito de Njombe así como  las de montañas Ubena y Ukinga.
Su hábitat se compone de bosque tropical, incluyendo bosque levemente perturbado, los bordes de bosque y bosque entremezaclado con pequeños campos agrícolas.

## Estado de conservación
Esta especie tiene la capacidad de adaptarse a una degradación limitada de su hábitat natural. Para limitar el comercio de animales salvajes, la especie ha sido incluido en el Apéndice II de CITES.